# Тимербулатов, Альберт Ахатович
Альберт Ахатович Тимербулатов (род. 14 марта 1961, Уфа) — мастер спорта СССР по конькобежному спорту, советский российский тренер (шорт-трек) «Заслуженный тренер России» (2012). Тренер Олимпийского чемпиона Руслана Захарова, «Заслуженный работник физической культуры РБ»

## Биография
Тимербулатов Альберт Ахатович родился 14 марта 1961 года в г. Уфе РБ.
С 1982 года работал тренером-преподавателем в СДЮСШОР № 1 в Уфе. В 1996 году ему присвоено звание «Лучший тренер Республики Башкортостан».
В 2004 году присвоено звание «Заслуженный работник физической культуры Республики Башкортостан». В 2012 году за достигнутые результаты его воспитанников ему присвоено звание «Заслуженный тренер России». Имеет высшую квалификационную категорию.
Подготовил: одного ЗМС РФ, 4 МСМСК, 9 МС РФ.
Его воспитанники неоднократно становились призёрами и победителями на Чемпионатах России, Чемпионатах Европы, Мира и Олимпийских играх.
Среди воспитанников А.Тимербулатова Мастера спорта России международного класса (шорт-трек):
- Чачина Юлия
- Валиуллин Булат
- Кургинян Вячеслав

Мастер спорта России (шорт-трек)
- Кильдияров Ильдус
- Файзуллин Олег
- Чачина Юлия
- Валиуллин Булат
- Кургинян Вячеслав
- Захаров Руслан
- Кобзова Светлана
- Магазейщикова Юлия
- Ахмерова Регина